# Nupark
Nupark er en større erhvervspark ved Primærrute 11, umiddelbart nord for Nordre Ringvej i Holstebro, der huser et kontorfællesskab for omkring 90 virksomheder. Byggeriet blev påbegyndt i 2003 og består i dag af en række større bygninger, på mere end 11.000 m2.

Nupark rummer både faciliteter for større og mindre virksomheder, samt mulighed for at gæster og studerende kan leje sig ind i bygningen. Kunderne tæller alt fra større landsdækkende ingenørvirksomheder til mindre lokale startups.